# Graham Maby

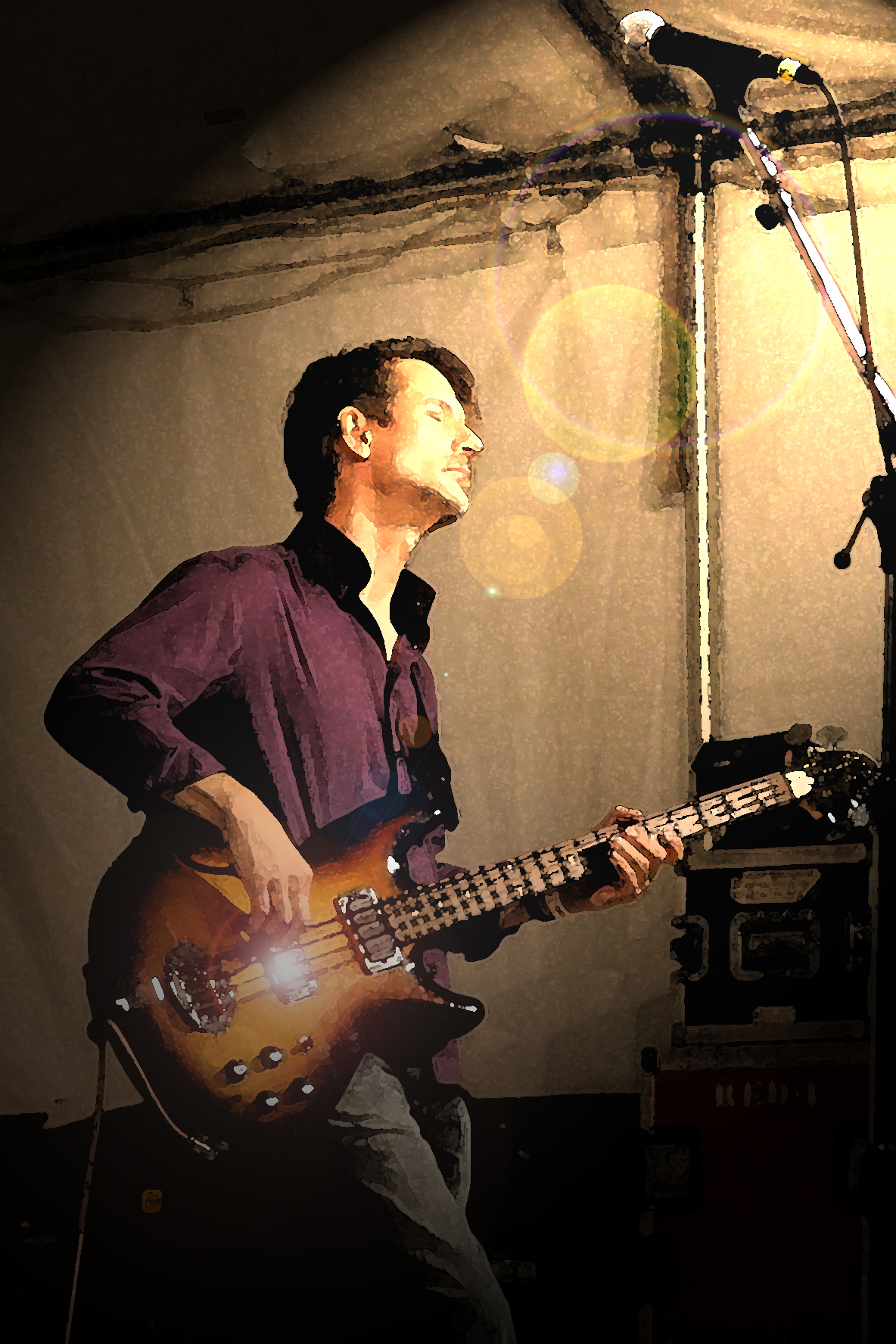
Graham Maby (2007)

Graham Maby (* 1952 in Gosport, Hampshire, Großbritannien) ist ein englischer Bassist.

## Werdegang
Er startete seine Karriere 1974 bei der Band Arms and Legs von Sänger Joe Jackson. Nach der Trennung der Band spielte er von 1979 bis 1980 bei der Joe Jackson Band. Auch danach blieb er für Joe Jackson bis heute tätig. Seit 1983 lebt er in den USA in New Jersey. 2003 gab es eine Reunion der Joe Jackson Band.
Daneben arbeitete er für viele weitere Künstler und Bands, in erster Linie für They Might Be Giants und Natalie Merchant.

## Privates
Grahams Frau starb 2012 an Krebs. Mit ihr hat er eine Tochter und einen Sohn. Sein ältester Sohn Christopher aus einer anderen Beziehung starb 1998.

## Diskografie
Mit Joe Jackson:
- Look Sharp!
- I’m the Man
- Beat Crazy
- Jumpin’ Jive
- Night and Day
- Mike’s Murder
- Body and Soul
- Live 1980–86
- Blaze of Glory
- Laughter & Lust
- Night Music
- Summer in the City
- Night and Day II
- Volume 4
- Afterlife
- Rain
- Live Music: Europe 2010
- Fast Forward
- Fool

Mit They Might Be Giants:
- John Henry
- Why Does the Sun Shine? (EP)
- Back to Skull
- Factory Showroom
- Severe Tire Damage
- Working Undercover for the Man

Mit Natalie Merchant:
- Ophelia
- Live in New York City
- Motherland
- The House Carpenter’s Daughter

Mit Freedy Johnston:
- Can You Fly
- Unlucky
- This Perfect World
- Never Home
- Right Between the Promises

Mit Marshall Crenshaw:
- Mary Jean and Nine Others
- Good Evening
- My Truck Is My Home
- What’s in the Bag?

Mit Ian Hunter:
- Shrunken Heads

Mit Joan Baez:
- Bowery Songs

Mit Dar Williams:
- The Green World

Mit Regina Spektor:
- Soviet Kitsch

Mit Chris Stamey:
- It’s Alright
- Fireworks

Mit Darden Smith:
- Little Victories
- Deep Fantastic Blue

Mit Henry Lee Summer:
- Henry Lee Summer
- I’ve Got Everything

Mit Billy Simons:
- Music for the Motion Picture